# Hodierna Jeruzalémská
Hodierna Jeruzalémská (mezi 1110 a 1118 – po 1160), dcera jeruzalémského krále Balduina II. a Morfie Arménské, byla v letech 1137–1152 jako manželka Raimonda II. tripolskou hraběnkou.

## Život
Narodila se někdy mezi lety 1110 a 1118 tehdejšímu edesskému hraběti Balduinovi Le Bourg a jeho choti Morfii. Měla dvě starší sestry, Melisendu a Alici, a mladší sestru Iovetu. Po smrti svého otce se nejspíše v roce 1133 stala nástrojem politiky svého švagra Fulka z Anjou, Melisendina manžela a krále Jeruzaléma, když se za účelem utužení vztahů mezi dvorem v Jeruzalémě a v Tripolisu provdala za dědice tripolského hrabství Raimonda; princ byl Hodierně hluboce oddán. Když na počátku jara roku 1137 zahynul tripolský hrabě Pons v boji s muslimy, nastoupil jeho syn Raimond na trůn a Hodierna usedla po jeho boku. Raimondovy nároky na vládu však mohl ohrozit syn jeho pradědečka a zakladatele hrabství, Raimonda ze Saint-Gilles, Alfons Jordan z Toulouse, narozený v Levantě. Alfons se sice vydal s druhou křížovou výpravou do Svaté země, naštěstí pro Raimonda však cestou v Caesareji za velkých bolestí zemřel. Je otázkou, zda byla jeho náhlá smrt přirozená; Raimond ani Hodierna se nevyhnuli obvinění z vraždy.
Osobní život hraběnky nebyl příliš šťastný – byla velmi ambiciózní, rozmařilá a tvrdohlavá a její manžel Raimond na ni velmi žárlil; jistě jej neuklidnilo podezření, že hraběnčina dcera Melisenda možná není jeho vlastní. Roku 1152 se situace vyhrotila tak, že bylo zapotřebí zprostředkování královny Melisenda a jejího syn, jeruzalémského krále Balduin III., kteří se dostavili do Tripolisu. Hodierna se nakonec zásluhou své sestry se svým chotěm usmířila, pro jistotu se však rozhodla vydat se na nějaký čas do Jeruzaléma. Když se hrabě, jenž chvíli doprovázel obě jeruzalémské princezny, vracel do Tripolisu, byl přepaden sektářskými assassíny a zabit. Jediný syn Raimonda a Hodierny a otcův dědic, Raimond Třetí, byl však teprve dvanáctiletý a Hodierna se ujala regentství. Roku 1160 se do Jeruzaléma vypravilo poselstvo od právě ovdovělého byzantského císaře Manuela I. Komnena s úkolem, aby císaři Římanů našlo nevěstu. Vyslanci se otázali krále Balduina III. a ten jim doporučil svou sestřenici a Hodierninu dceru, prý překrásnou Melisendu. Když bylo vše připraveno na svatbu, císař sňatek s tripolskou princeznou, snad kvůli klepům o jejím nemanželském původu, zamítl a oženil se s antiochijskou princeznou Marií, čímž velmi rozzuřil tripolskou nobilitu v čele s hrabětem, nyní již dospělým Raimondem III. Snad krátce poté Melisenda zemřela. Její syn Raimond se později stal regentem za malomocného jeruzalémského krále Balduina IV. a dokonce se patrně roku 1183 skrz svou matku pokoušel, leč neúspěšně, uplatnit práva na jeruzalémský trůn.